# 9173 Viola Castello
9173 Viola Castello è un asteroide della fascia principale. Scoperto nel 1989, presenta un'orbita caratterizzata da un semiasse maggiore pari a 2,7938320 au e da un'eccentricità di 0,1157658, inclinata di 8,58367° rispetto all'eclittica.